# Бородавочник африканський
Бородавочник (бородавник) африканський (Phacochoerus africanus) — вид з родини свиневих (Suidae) ряду парнокопитних, ендемік Африки, що мешкає на більшій її частині.

## Морфологія

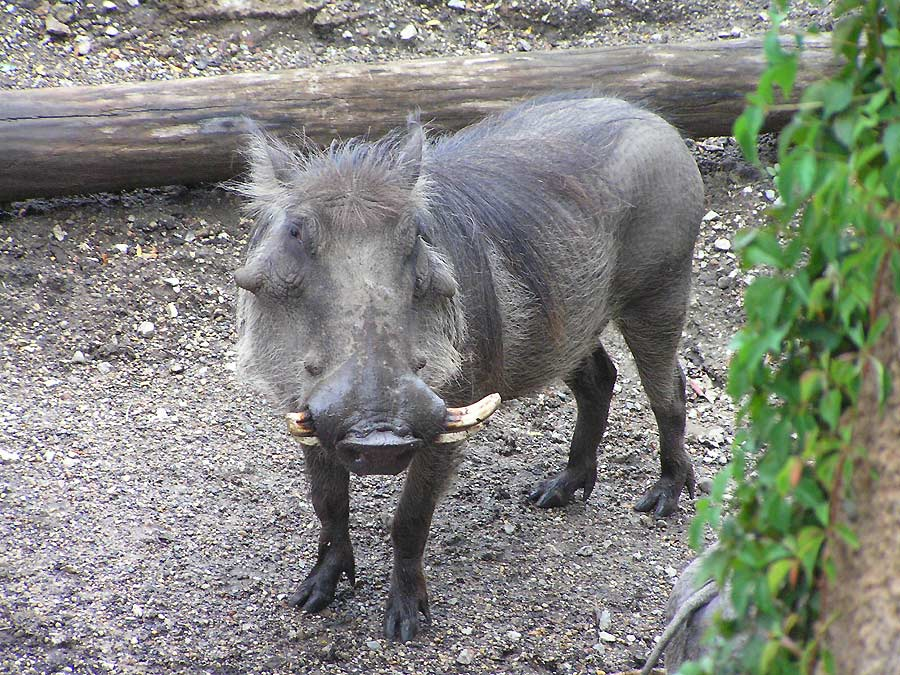
Африканський бородавочник

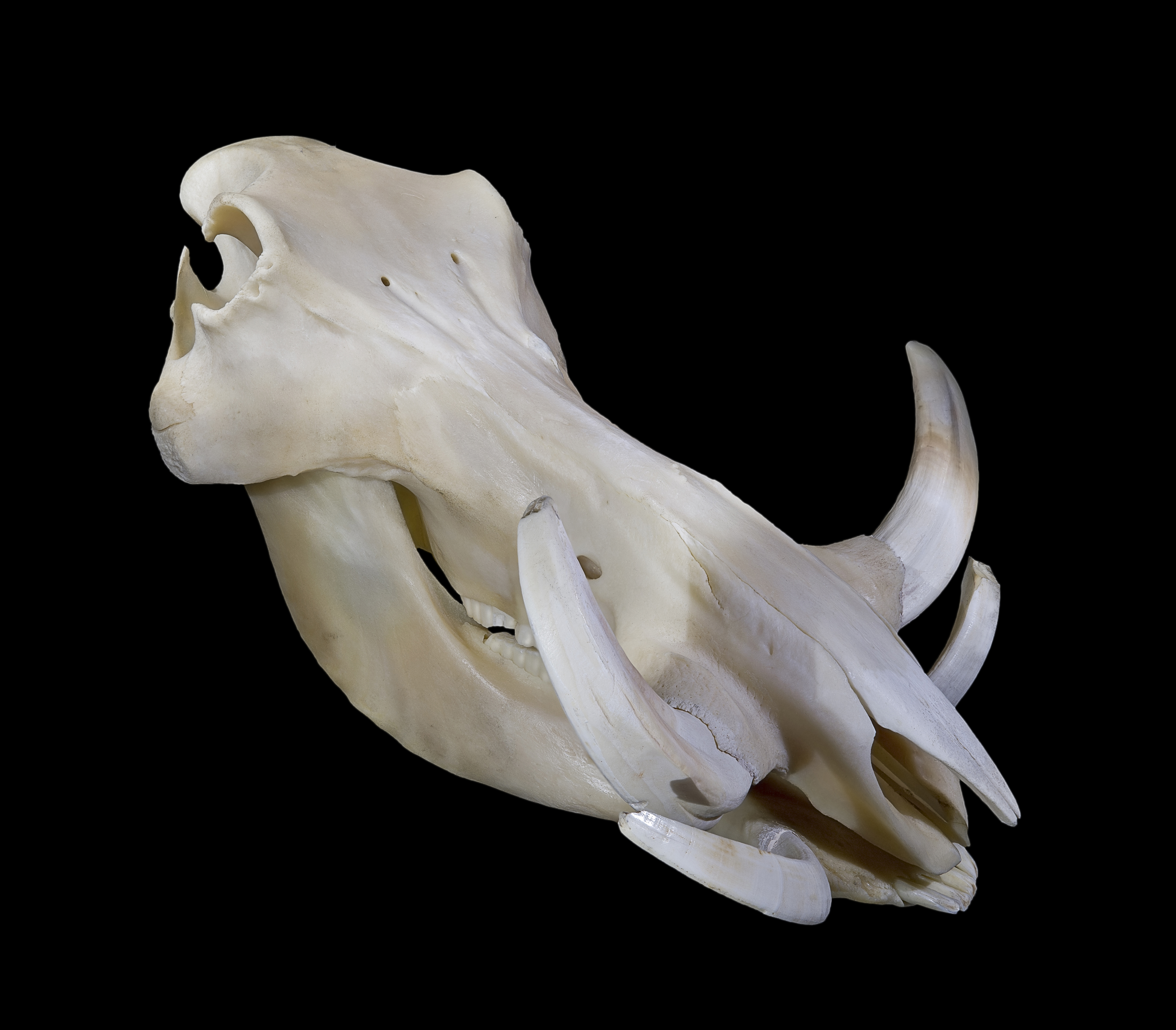
Череп самця бородавочника з Сенегалу розміром 40 см.

На перший погляд, бородавник нагадує дику свиню з дещо плескатою, дуже великою головою. Перш за все впадають в очі шість бородавок, розташованих симетрично по периметру морди, а також вигнуті ікла, що досягають довжини до 60 см. Бородавки, що ростуть з прогресуючим віком бородавочника, є виключно шкірним утворенням, закладені в ембріональному розвитку на генетичному рівні і не мають ні кісткової, ні м'язової основи.
Шкіра зазвичай сірого кольору і через теплий клімат Африки тонша, ніж у європейських родичів. На потилиці і на спині у бородавника є грива. Хвіст на кінчику увінчаний своєрідним потовщенням. При небезпеці або втечі бородавник має звичай піднімати його вгору, за що він жартома отримав кличку «Радіо Африка». Дорослі самки бородавника досягають ваги до 70 кг, самці до 100 кг, висота в загривку сягає 64 см.

## Спосіб життя
Бородавочники територіальні тварини, ведуть осілий спосіб життя і ніколи не роблять сезонних міграцій. Бородавочники є соціальними тваринами, що живуть в групах. У групі зазвичай від 4 до 16 дорослих тварин. Активне життя ведуть перш за все в денний час. Під час полуденної жари люблять відпочивати в чагарниках або під деревами. Вночі ховаються в скельних ущелинах, колишніх будівлях термітів або ж в норах трубкозубів (Orycteropus), які вночі йдуть на пошуки їжі. Іноді не гребують норами їжатців або риють власні. Таким чином бородавочникам вдається уникати свого головного ворога — лева.
Під час риття землі бородавочники згинають передні лапи в суглобах і опускаються на «лікті», на яких з великою легкістю повзуть вперед. Цю ж позу вони також приймають під час пиття води з струмків.

## Розповсюдження і підвиди
Бородавочник поширений у всій Африці на південь від Сахари. Існують чотири підвиди, з яких три представлені досить широко. Тільки еритрейський бородавочник (Phacochoerus africanus aeliani) вважається під загрозою зникнення.

## Розмноження
Як правило, вагітність триває 5 або 6 місяців. Зазвичай народжується від 2-х до 4-х поросят, іноді їх може бути до восьми. Поросята відлучаються від молока матері у віці 3-4 місяці, статева зрілість настає у віці 1,5-2 роки.
Дикі бородавочники можуть жити до 15 років. У неволі деякі особини доживають до 18 років.

## Цікаві факти
- Величезні верхні ікла дорослого самця часом досягають довжини 50 см.
- Бородавочник Пумба — персонаж мультфільму «Король Лев» і один із заголовних героїв мультиплікаційного телесеріалу «Тімон і Пумба», найкращий друг суріката Тимона.
- Бородавочник Кульок — талісман журналу Maxim з 2003 року.
- Ім'ям бородавочника (Warty Warthog) був названий перший реліз операційної системи Linux Ubuntu.